# Clare Marx
Clare Lucy Marx, DBE DL FRCS (Coventry, 15 de marzo de 1954 - 27 de noviembre de 2022), fue una cirujana británica que fue presidenta del Royal College of Surgeons of England (en español, Colegio Real de Cirujanos de Inglaterra) desde julio de 2014 hasta julio de 2017, la primera mujer en ocupar el cargo, y expresidenta de la Faculty of Medical Leadership and Management (Facultad de Liderazgo y Gestión Médica). Desde enero de 2019 hasta julio de 2021, Dame Clare fue presidenta del General Medical Council, la primera mujer en ocupar este cargo.
Trabajó como cirujana ortopédica en Ipswich Hospital NHS Trust desde 1993.

## Biografía
Se graduó en medicina en la University College London Medical School en 1977. Luego completó un entrenamiento en artroplastia en el Brigham and Women's Hospital en Boston, Massachusetts, en los Estados Unidos. Se convirtió en cirujana ortopédica consultora en los hospitales St Mary's y St Charles's con un interés particular en la educación quirúrgica temprana. En 1993, se convirtió en directora clínica de la dirección combinada de urgencias, traumatología y ortopedia y reumatología del Ipswich Hospital.
Más tarde, presidió el LNC, el Comité de Personal Médico y estuvo muy involucrada en muchos de los grupos de hospitales para la gobernanza y los nuevos proyectos. Fue elegida miembro del Consejo RCS en 2009. Fue elegida miembro del Consejo de la Asociación Ortopédica Británica (BOA) y se convirtió en presidenta de la BOA para 2008–2009. Fue nombrada presidenta del Mecanismo de revisión por invitación de RCS en 2011. En 2013 se convirtió en directora médica asociada en Ipswich Hospital NHS Trust con un mandato especial para la revalidación y evaluación, y continuó en ese cargo después de haber dejado la práctica ortopédica activa en marzo de 2014. Se convirtió en presidenta del colegio en julio de 2014 y ocupó este cargo durante tres años. Fue presidenta de la Facultad de Liderazgo y Gestión Médica de 2017 a 2018. En 2019 se convirtió en presidenta del GMC.
Después de que el Reino Unido votara a favor de abandonar la Unión Europea en el referéndum de junio de 2016, Marx planteó en una entrevista con The Daily Telegraph que el Brexit era una oportunidad para mejorar los estándares de seguridad en el NHS, al fortalecer la legislación sobre dispositivos médicos y las pruebas de idiomas para los trabajadores no británicos. Sintió que la Directiva europea sobre el tiempo de trabajo, que restringe las horas de trabajo en el NHS, debía relajarse para permitir más horas de capacitación. Posteriormente, el Real Colegio de Cirujanos de Inglaterra envió un comunicado de prensa en el que aclaraba que no respaldaba el regreso de un horario excesivo para los trabajadores del NHS.
Marx renunció como presidenta del GMC a fines de julio de 2021, debido a un diagnóstico de cáncer de páncreas. Había sido presidenta desde enero de 2019 y fue la primera mujer en ocupar el cargo desde la fundación de la organización en 1858.